# Завод азотних добрив у Абу-Кірі
Завод азотних добрив у Абу-Кірі – підприємство єгипетської хімічної промисловості, що знаходиться у дельті Нілу дещо на схід від Александрії.
Наприкінці 1970-х у Середземному морі почався видобуток з першого єгипетського офшорного газового родовища Абу-Кір. Одним із напрямків використання отриманого при цьому ресурсу стало виробництво азотних добрив, для чого у 1979-му на схід від Александрії ввели в дію завод, спроможний продукувати 1000 тон аміаку та 1500 тон сечовини на добу. Необхідний для його роботи природний газ надходив по перемичці від розташованого за п’ять кілометрів на схід газопереробного заводу Меадія.
У 1990-му на західних околицях Александрії почав роботу газопереробний завод Амірія, який отримував природний газ із родовищ Західної пустелі. Це вивільнило певні обсяги ресурсу, що видобували на групі родовищ Абу-Кір, та дозволило ввести у 1991-му другу чергу заводу азотних добрив. Вона має добову потужність на рівні 1000 тон аміаку і 1800 тон азотної кислоти, які передусім використовуються для подальшого продукування 2400 тон нітрату амонію. 
У 1998-му стала до ладу третя черга потужністю 1200 тон аміаку та 1750 (за іншими даними – 1925) тон сечовини на добу (варто зауважити, що в той період вже розраховували на появу в районі Александрії нових газопереробних заводів Western Desert Gas Complex та Розетта, які стали до ладу в 2000 році).
Станом на кінець 2010-х завод у Абу-Кірі працював із високим рівнем завантаження. Так, у 2019/2020 фінансовому році підприємство фактично виробило 1168 тисяч тон аміаку, 1315 тисяч тон сечовини та 827 тисяч тон нітрату амонію, що становило 103%, 105% та 94% від наведених вище проектних показників потужності.
В 2021-му уклали угоду з компанією Thyssenkrupp, яка має до 2025 року провести ремонт третьої черги із одночасним збільшенням її потужності до 2500 тон сечовини на добу.
Завод належить Abu Qir Fertilizers and Chemicals Industries Company (ABUK), яка станом на 2019-й переважно контролюється державними компаніями – National Investment Bank (25%), Egyptian General Petroleum Corporation (19%), Industrial Development Authority (13%) та інші.